# Onthophagus ferrari
Onthophagus ferrari là một loài bọ cánh cứng trong họ Bọ hung (Scarabaeidae).